# Emmanuel Curtil
Pour les articles homonymes, voir Curtil.
Emmanuel Curtil, né le 7 février 1971 à Charenton-le-Pont, dans le Val-de-Marne, est un acteur français.
Spécialisé dans le doublage et la voix off, il est notamment la voix française régulière de Jim Carrey, Johnny Knoxville, Dean Cain, Mike Myers, Doug Savant, Matthew Perry, Sacha Baron Cohen et Kyle Chandler ainsi qu'une des voix de Ben Stiller, Rob Lowe et Mark-Paul Gosselaar. Il est également la voix de plusieurs personnages d'animation tels que Dingo dans les séries Mickey Mouse, Buck dans la saga L'Âge de glace, Simba dans la trilogie Le Roi lion ainsi que dans les trois saisons de La Garde du Roi lion
, Adam dans Hazbin Hotel, Dimitri dans Anastasia ou encore Kronk dans Kuzco, l'empereur mégalo.
Il est aussi la voix du personnage George Stobbart, héros de la série de jeux vidéo Les Chevaliers de Baphomet.

## Biographie

### Carrière
Né d'un père ostéopathe et d'une mère agent artistique, il est encouragé par celle-ci à entrer dès 9 ans au cours Simon à Paris. « À cet âge-là, quand on monte sur scène, on n'a pas le trac ! », déclare-t-il.
À dix ans, il fait ses débuts dans la télévision et le cinéma. Il décroche son premier rôle dans un téléfilm, L'Oiseau bleu du metteur en scène Gabriel Axel, qu'il retrouve par la suite dans Les Colonnes du ciel. Tout s'accélère lorsque Robert Hossein remarque le petit garçon et lui propose de jouer dans une adaptation cinématographique des Misérables, aux côtés de Lino Ventura.
Il incarne ensuite Paul dans la comédie musicale Paul et Virginie de Jean-Jacques Debout.
En 1983, il décroche le rôle de Stéphane dans le film Vive les femmes ! de Claude Confortès. Il compte aussi à son palmarès de nombreux rôles dans des téléfilms et séries comme Pause café, Placé en garde à vue avec Serge Lama ou Tribunal aux côtés de Michèle Laroque.
Il fait son entrée dans le milieu de la postsynchronisation lorsque Barbara Tissier lui conseille d'auditionner pour la société de doublage SOFI, qui recherche des voix « jeunes ». Il est choisi immédiatement et commence une carrière prolifique. Il double Zack (Mark-Paul Gosselaar) dans Sauvés par le gong, puis Clark (Dean Cain) dans Loïs et Clark, Gary dans Demain à la une, Matt dans Melrose Place, Chandler (Matthew Perry) dans Friends et Tom Scavo (Doug Savant) dans Desperate Housewives.
La grande notoriété acquise en tant que voix française de Rachel, Chandler et Joey dans la série Friends ayant réduit la possibilité d'autres engagements, Dorothée Jemma, Emmanuel Curtil et Mark Lesser demandent une augmentation de salaire qui conduit à leur remplacement à partir de la saison 9,.
Au cinéma, il devient la voix habituelle de Jim Carrey tandis que les dessins animés lui offrent des rôles comme Simba dans Le Roi lion ou encore Moïse dans Le Prince d'Égypte.
Pour le besoin de certaines productions, il lui arrive de chanter, par exemple dans Le Roi lion (1994), Anastasia (1997) et The Mask, ainsi que dans un épisode musical de Buffy contre les vampires où il interprète la voix chantée de Giles (habituellement doublé par Nicolas Marié).
À partir de 1994, il devient la voix off des jingles et autopromotions de la station Fun Radio, jusqu'en 1998.
Depuis 1997, il prête sa voix au personnage de George Stobbart, héros de la série Les Chevaliers de Baphomet, jeux vidéo créés par Revolution Software.
En 2006, Emmanuel Curtil est remonté sur les planches dans Rutabaga Swing de Didier Schwartz, une comédie dramatique avec chansons. Il a également fait une apparition dans une chanson des Wriggles[réf. nécessaire]. Du 10 mars au 13 avril 2010, il est à l'affiche d'une comédie musicale intitulée Les Indifférents.
À partir de 2012, à la suite du décès de Gérard Rinaldi, il lui succède pour doubler le personnage de Dingo dans la série d'animation La Maison de Mickey et d'autres séries telles que La Bande à Picsou de 2017 et Le Monde Merveilleux de Mickey.

### Vie privée
Il est le frère de Sylvie Jacob et le compagnon d'Anne Tilloy[réf. nécessaire], toutes deux spécialisées dans le doublage. Il a aussi deux fils, le plus jeune né de sa relation avec Anne Tilloy.

## Théâtre
- Mais n'te promène donc pas toute nue !, mis en scène par Yves-Marie Maurin au théâtre de Nesle
- Paoli et Bonaparte, mis en scène par H. Mary au Festival d’Ajaccio
- 1992 : Paul et Virginie de Jean-Jacques Debout, mis en scène par Régis Santon au théâtre de Paris : Paul
- Quitter Paris, mis en scène par E. Szerman au Tambour royal
- 2005 :Jack et le Haricot magique, mis en scène par Oscar Sisto au théâtre du Temple
- 2006 : Rutabaga Swing de Didier Schwartz, mis en scène par Philippe Ogouz à la Comédie des Champs-Élysées
- 2010 : Les Indifférents de Camille Turlot et Éric Szerman, mis en scène par Stéphane Cottin à l'espace Daniel-Sorano, puis au théâtre de l’Œuvre
- 2012 : Les Cancans de Carlo Goldoni, mise en scène Stéphane Cottin au théâtre 13
- 2013 : Rue du Dessous-des-Berges de Céline Monsarrat, mise en scène de l'auteur
- 2022 : Petits crimes entre amis de Franck Kenny, au théâtre de la boussole

## Filmographie

### Cinéma
- 1982 : Les Misérables : Gavroche
- 1983 : Un dimanche de flic : le fils de Rupert
- 1984 : Vive les femmes ! : Stéphane
- 1989 : Un été d'orages : jeune milicien
- 2008 : Anna : François
- 2015 : On the Horizon : Sébastien

### Télévision
- 1985 : La Petite Fille modèle : Fabien
- 1986 : Le Cri de la chouette : Aubin
- 1998 : PJ (saison 2, épisode 3): Agent de Police 1
- 1999 : Télétoon Advance : Giorgio
- 2005 : Navarro : Daniel Alboreo (saison 17, épisode 3)

## Doublage
Note : Les dates inscrites en italique correspondent aux sorties initiales des films dont Emmanuel Curtil a assuré le redoublage ou le doublage tardif.

### Cinéma

#### Films
- Jim Carrey dans : 
  - Vampire Forever (1985[n 1]) : Mark Kendall
  - Ace Ventura, détective pour chiens et chats (1994) : Ace Ventura
  - The Mask (1994) : Stanley Ipkiss / The Mask
  - Dumb and Dumber (1994) : Lloyd Christmas
  - Ace Ventura en Afrique (1995) : Ace Ventura
  - Disjoncté (1996) : Chip Douglas
  - Menteur, menteur (1997) : Fletcher Reede
  - The Truman Show (1998) : Truman Burbank
  - Man on the Moon (1999) : Andy Kaufman
  - Fous d'Irène (2000) : Charlie Baileygates / Hank Evans
  - Le Grinch (2000) : le Grinch
  - The Majestic (2001) : Peter Appleton / Luke Trimble
  - Bruce tout-puissant (2003) : Bruce Nolan
  - Eternal Sunshine of the Spotless Mind (2004) : Joel Barish
  - Les Désastreuses Aventures des orphelins Baudelaire (2004) : Le comte Olaf
  - Braqueurs amateurs (2005) : Dick Harper
  - Yes Man (2008) : Carl Allen
  - Le Drôle de Noël de Scrooge (2009) : Ebenezer Scrooge / deux des trois fantômes
  - I Love You Phillip Morris (2009) : Steven Russell
  - Monsieur Popper et ses pingouins (2011) : Tommy Popper
  - Kick-Ass 2 (2013) : Sal Bertolinni / le colonel Stars and Stripes
  - L'Incroyable Burt Wonderstone (2013) : Steve Gray
  - Légendes vivantes (2013) : Scott Riders, le présentateur des actualités de CBC News
  - Dumb and Dumber De (2014) : Lloyd Christmas
  - Sonic, le film (2020) : Dr Ivo « Eggman » Robotnik
  - Sonic 2, le film (2022) : Dr Ivo « Eggman » Robotnik
  - Sonic 3, le film (2024) : Dr Ivo « Eggman » Robotnik / professeur Gerald Robotnik

- Kyle Chandler dans : 
  - Le Jour où la Terre s'arrêta (2008) : John Driscoll
  - Super 8 (2011) : Jackson Lamb
  - Argo (2012) : Hamilton Jordan
  - Le Loup de Wall Street (2013) : Patrick Denham
  - Manchester by the Sea (2016) : Joe Chandler
  - Sidney Hall (2017) : le chercheur
  - Game Night (2018) : Brooks
  - First Man : Le Premier Homme sur la Lune (2018) : Deke Slayton
  - Godzilla 2 : Roi des monstres (2019) : Mark Russell
  - Minuit dans l'univers (2020) : Mitchell
  - Godzilla vs Kong (2021) : Mark Russell
  - La Petite Nemo et le Monde des rêves (2022) : Peter
  - Back in Action (2025) : Chuck

- Johnny Knoxville dans : 
  - A Dirty Shame (2004) : Ray-Ray Perkins
  - Jackass: Number Two (2006) : lui-même
  - Jackass 3D (2010) : lui-même
  - Fun Size (2012) : Jörgen
  - Le Dernier Rempart (2013) : Lewis Dinkum
  - My Movie Project (2013) : Pete
  - La Filature (2016) : Connor Watts
  - Action Point (en) (2018) : D.C.
  - Jackass Forever (2022) : lui-même
  - Jackass 4.5 (2022) : lui-même

- Mike Myers[8] dans : 
  - Wayne's World (1992) : Wayne Campbell
  - Wayne's World 2 (1994) : Wayne Campbell
  - Austin Powers 2 : L'Espion qui m'a tirée (1999) : Austin Powers / Docteur Denfer / Gras-Double
  - Mystery, Alaska (1999) : Donnie Shulzhoffer
  - Austin Powers dans Goldmember (2002) : Austin Powers / Docteur Denfer / Gras-Double / Goldmember
  - Hôtesse à tout prix (2003) : John Witney
  - Le Chat chapeauté (2003) : le Chat
  - Love Gourou (2008) : Guru Maurice Pitka
  - Bohemian Rhapsody (2018) : Ray Foster
  - Amsterdam (2022) : Paul Canterbury

- Sacha Baron Cohen dans : 
  - Ali G (2002) : Ali G
  - Brüno (2009) : Brüno Gehard
  - The Dictator (2012) : général Aladeen
  - Les Misérables (2013) : Thénardier
  - Grimsby : Agent trop spécial (2016) : Norman « Nobby » Grimsby
  - Alice de l'autre côté du miroir (2016) : le Temps
  - Les Sept de Chicago (2020) : Abbie Hoffman
  - Borat 2 (2020) : Borat Sagdiyev

- Dean Cain dans : 
  - Best Men (1997) : Buzz Thomas
  - Offensive pour un flic (2000) : Ethan Carter
  - Expérience secrète (2001) : Simon Tate
  - Out of Time (2004) : Chris Harrison
  - Impact final (2004) : Tom Parker
  - Kill Katie Malone (2011) : Robert
  - Vendetta (2015) : Mason Danvers

- Ben Stiller dans : 
  - Entre amis et voisins (1998) : Jerry
  - Mon beau-père et moi (2000) : Gaylord « Greg » Furnicker
  - Zoolander (2001) : Derek Zoolander
  - Présentateur vedette : La Légende de Ron Burgundy (2004) : Arturo Mendez
  - Mon beau-père, mes parents et moi (2004) : Gaylord « Greg » Furnicker
  - Mon beau-père et nous (2010) : Gaylord « Greg » Furnicker

- Stefano Accorsi dans : 
  - Santa Maradona (2001) : Andrea
  - Juste un baiser (2001) : Carlo
  - Romanzo criminale (2005) : le commissaire Scialoia
  - Encore un baiser (2010) : Carlo
  - Le Défi du champion (2019) : Valerio Fioretti
  - Le Train des enfants (2024) : Amerigo, adulte

- Matthew McConaughey dans : 
  - Un éléphant sur les bras (1996) : Tip Tucker
  - Le Gang des Newton (1998) : Willis Newton
  - Magic Mike (2012) : Dallas
  - Undercover - Une histoire vraie (2018) : Richard Wershe Sr.

- Matthew Perry dans : 
  - Coup de foudre et conséquences (1997) : Alex Whitman
  - Mon voisin le tueur (2000) : Nicholas Oseransky (version TV)
  - Au service de Sara (2002) : Joe Tyler
  - 17 ans encore (2009) : Mike O' Donnell à 37 ans

- David Spade dans : 
  - Zig Zag, l'étalon zébré (2005) : Scuzz (voix)
  - Copains pour toujours (2010) : Marcus Higgins
  - Jack et Julie  (2011) : Damien Farley / Monica
  - Copains pour toujours 2 (2013) : Marcus Higgins

- Rob Lowe dans :
  - Illégalement vôtre (1988) : Richard Dice
  - Sans foi ni loi (1997) : Cleary
  - Un safari pour Noël (2019) : Derek

- Brendan Fraser dans : 
  - Airheads (1994) : Chester « Chazz » Darvey
  - Darkly Noon, le jour du châtiment (1995) : Darkly Noon
  - George de la jungle (1997) : George de la jungle

- Skeet Ulrich dans : 
  - Touch (1997) : Charlie
  - 50 degrés Fahrenheit (1999) : Tim Mason
  - Cybertraque (2000) : Kevin Mitnick

- Mark-Paul Gosselaar dans : 
  - Un cadavre sur le campus (1998) : Cooper Frederickson
  - Bus 657 (2015) : inspecteur Marconi
  - Precious Cargo (2016) : Jack

- Ryan Phillippe dans :
  - Gosford Park (2001) : Henry Denton
  - Igby (2002) : Oliver Slocumb
  - Collide (2022) : Hunter

- Rob Delaney dans : 
  - Un homme en colère (2021) : Blake Halls
  - La Bulle (2022) : Marti
  - Mission impossible : Dead Reckoning (2023) : le représentant du JSOC

- Christian Slater dans :
  - Pump Up the Volume (1990) : Mark Hunter
  - Alone in the Dark (2005) : Edward Carnby

- River Phoenix dans :
  - My Own Private Idaho (1991) : Mike Waters
  - Le Gardien des Esprits (1993) : Talbot Roe

- Robert Sean Leonard dans :
  - Swing Kids (1993) : Peter
  - Beaucoup de bruit pour rien (1993) : Comte Claudio

- John Ortiz dans :
  - L'Impasse (1993) : Guajiro
  - La Rançon (1996) : Roberto

- John Leguizamo dans :
  - Super Mario Bros. (1993) : Luigi
  - Les Aventures de l'escamoteur (1997) : Pestario « Pest » Vargas

- Cary Elwes dans :
  - Sacré Robin des Bois (1993) : Robin des Bois
  - Un château pour Noël (2021) : Myles

- Matthew Lillard dans :
  - Serial Mother (1994) : Chip Sutphin
  - Peines d'amour perdues (2000) : Longaville

- Mark Wahlberg dans :
  - Boogie Nights (1997) : Eddie Adams / Dirk Diggler
  - Le Corrupteur (1999) : Daniel Wallace

- Götz Otto dans :
  - Demain ne meurt jamais (1997) : Stamper
  - Beowulf (1999) : Roland

- Rob Schneider dans : 
  - Piège à Hong Kong (1998) : Tommy Hendricks
  - Home Team (2022) : Jamie

- Casey Affleck dans :
  - American Pie (1999) : Tom Myers
  - American Pie 2 (2001) : Tom Myers

- D.L. Hughley dans :
  - Inspecteur Gadget (1999) : Gadgetomobile (voix)
  - Inspecteur Gadget 2 (2003) : Gadgetomobile (voix)

- Ben Chaplin dans :
  - Le Talisman (2002) : Eric
  - Chromophobia (2005) : Trent Masters

- Kip Pardue dans :
  - Les Lois de l'attraction (2002) : Victor Johnson
  - Below the Beltway (2010) : Luke

- Steve Lemme dans : 
  - Club Dread (2004) : Juan
  - Quasi (2023) : Quasi / Jester

- Johnathon Schaech dans :
  - Le Bal de l'horreur (2008) : Richard Fenton
  - Takers (2010) : Scott

- Will Ferrell dans : 
  - Semi-pro (2008) : Jackie Moon
  - Eurovision Song Contest: The Story of Fire Saga (2020) : Lars Erickssong (chants)

- Vanilla Ice dans :
  - Crazy Dad (2013) : lui-même
  - The Ridiculous 6 (2015) : Mark Twain

- Josh Helman dans :
  - X-Men: Days of Future Past (2014) : William Stryker
  - X-Men: Apocalypse (2016) : William Stryker

- Ryan Hansen dans : 
  - Bad Santa 2 (2016) : Regent Hastings
  - Good on Paper (2021) : Dennis Kelly

- Ben Miller dans : 
  - Paddington 2 (2017) : le colonel Lancaster
  - L'Extraordinaire Voyage du fakir (2018) : l'officier Smith

- Michael C. Hall dans : 
  - The Secret Man: Mark Felt (2017) : John Dean
  - The Report (2019) : Thomas Eastman

Mais aussi :
- 1986 : La Dernière Passe : Teddy (Kirk Cameron)
- 1988 : Colors : Felipe (Romeo De Lan)
- 1988[9] : Mystic Pizza : Charles Gordon Windsor Jr. (Adam Storke)
- 1989 : Vidéokid : L'Enfant génial : l'adolescent difficile no  (Jason Oliver) (2e voix) et l'adolescent difficile no  (Preston Lee)
- 1991 : Boyz N the Hood : Darin « Doughboy » Baker (Ice Cube)
- 1991 : Chucky 3 : Andy Barclay (Justin Whalin)
- 1991 : La Manière forte : un voyou (Leif Riddell)
- 1991 : Samantha : Henry (Dermot Mulroney)
- 1991 : Le Festin nu : Kiki (Joseph Scorsiani)
- 1992 : Gladiateurs : Romano (Jon Seda)
- 1993 : Il était une fois le Bronx : Calogero Anello à 17 ans (Lillo Brancato)
- 1993 : Bank Robber : Billy (Patrick Dempsey)
- 1993 : Rasta Rockett : Josef Grool (Peter Outerbridge)
- 1993 : Geronimo : Britton Davis (Matt Damon)
- 1993 : Génération rebelle : Kevin Pickford (Shawn Andrews)
- 1993 : Little Buddha : Siddartha (Keanu Reeves)
- 1993 : Les Trois Mousquetaires : D'Artagnan (Chris O'Donnell)
- 1993 : L'Homme sans visage : Douglas Hall, le petit ami de Gloria (Michael DeLuise)
- 1993 : Only the Strong : Orlando (Richard Coca)
- 1994 : Blue Chips : Butch McRae (Anfernee Hardaway)
- 1994 : Les Quatre Filles du docteur March : Théodore « Laurie » Laurence (Christian Bale)
- 1994 : Maverick : Johnny Hardin (Max Perlich)
- 1994 : Deux cow-boys à New York : Pepper Lewis (Woody Harrelson)
- 1994 : Pulp Fiction : Lance (Eric Stoltz)
- 1994 : Génération 90 : Troy Dyer (Ethan Hawke)
- 1994 : Priscilla, folle du désert : Adam / Felicia (Guy Pearce)
- 1994 : Backbeat : Cinq Garçons dans le vent : John Lennon (Ian Hart)
- 1995 : Le Don du roi : Finn (Hugh Grant)
- 1995 : L'Amour à tout prix : Dalton Clarke (James Krag)
- 1995 : Ça tourne à Manhattan : Chad Palomino (James LeGros)
- 1995 : Meurtre à Alcatraz : Henry Young (Kevin Bacon)
- 1995 : La Mutante : le videur (William Bumiller)
- 1995 : Week-end en famille : Tommy Larson (Robert Downey Jr.)
- 1995 : Midnight Man : John Kang (Lorenzo Lamas)
- 1996 : Scream : Ghostface (Roger L. Jackson) (voix)
- 1996 : Agent zéro zéro : Kabul (John Ales)
- 1996 : Lame de fond : Dean Preston (Eric Michael Cole)
- 1996 : Pinocchio : Pépé (David Doyle)
- 1997 : Flubber : Bennett Hoenicker (Wil Wheaton)
- 1997 : Suicide Kings : T.K. (Jeremy Sisto)
- 1997 : Le Loup-garou de Paris : Andy McDermott (Tom Everett Scott)
- 1997 : Spice World, le film : Brad (Jason Flemyng)
- 1998 : Train de vie : Sami (Mihai Calin)
- 1998 : Las Vegas Parano : Raoul Duke (Johnny Depp)
- 1998 : Big Party : voix off
- 1998 : Clay Pigeons : Lester Long (Vince Vaughn)
- 1998 : Ennemi d'État : Hicks (Loren Dean)
- 1998 : Sale boulot : Mitch Weaver (Norm Macdonald)
- 1999 : Pinocchio et Gepetto : le nain (Warwick Davis)
- 1999 : Le Déshonneur d'Elisabeth Campbell : capitaine Bransford (Brad Beyer)
- 2000 : Road Trip : le responsable du motel (Andy Dick)
- 2000 : Les Initiés : Seth Davis (Giovanni Ribisi)
- 2000 : Little Nicky : Nicky (Adam Sandler)
- 2001 : Donnie Darko : Donnie Darko (Jake Gyllenhaal)
- 2001 : Snow, Sex and Sun : Luke (Zach Galifianakis)
- 2002 : Père et flic : Joey LaMarca (James Franco)
- 2002 : Le Coup de Vénus : Tyler Carter Bellows (Ron Livingston)
- 2003 : George de la jungle 2 : George (Christopher Showerman)
- 2003 : Nothing : Dave (David Hewlett)
- 2004 : The Girl Next Door : Kelly (Timothy Olyphant)
- 2004 : La Plus Belle Victoire : lui-même (Chris Moyles)
- 2005 : H2G2 : le Guide du voyageur galactique : voix d'Eddie l'ordinateur (Thomas Lennon)
- 2006 : Garfield 2 : Prince (Tim Curry) (voix)
- 2006 : Magic Baskets 2 : Dalton (Michael Adamthwaite)
- 2006 : Confetti : Michael (Robert Webb)
- 2006 : Blind Dating[10] : Larry / Lorenzo (Eddie Kaye Thomas)
- 2007 : Hairspray : Corny Collins (James Marsden)
- 2007 : Les Frères Solomon : John Solomon (Will Arnett)
- 2007 : Southland Tales : Abilene (Justin Timberlake)
- 2007 : Raisons d'État : John Russell Jr (Gabriel Macht)
- 2007 : Sukiyaki Western Django : ?
- 2008 : La Copine de mon meilleur ami : Sherman « Tank » Turner (Dane Cook)
- 2008 : Harold et Kumar s'évadent de Guantanamo : Colton Graham (Eric Winter)
- 2009 : I Love You, Man : Tevin Downey (Rob Huebel)
- 2009 : L'Imaginarium du docteur Parnassus : Percy (Verne Troyer)
- 2009 : Clones : un vendeur (Chad Williams)
- 2009 : La Famille Jones : Billy (Chris Williams)
- 2010 : Predators : Edwin (Topher Grace)
- 2010 : Rubber : un spectateur (Charley Koontz)
- 2010 : Petits Meurtres à l'anglaise : Fabian (Geoff Bell)
- 2010 : Rendez-vous en enfer : Steve (D. Neil Mark)
- 2011 : The Darkest Hour : Sean (Emile Hirsch)
- 2011 : Zookeeper : Jerome l'ours (Jon Favreau) (voix)
- 2011 : Bonobos : voix de Béni
- 2012 : Cogan : La Mort en douce : Russell (Ben Mendelsohn)
- 2013 : Le Congrès : Dylan Truliner (Jon Hamm) (voix)
- 2013 : Battle of the Year : lui-même (Sway Calloway)
- 2016 : Bad Moms : Mike (David Walton)
- 2016 : Bibi et Tina : Filles contre Garçons : Léo Schmackes (Kostja Ullmann)
- 2017 : La Course à la mort de l'an 2050 : JB (Charlie Farrell)
- 2017 : Baby Driver : ? ( ? )
- 2017 : Valérian et la Cité des mille planètes : Dogan Daguis 2 (Robbie Rist)
- 2018 : Une drôle de fin : Peter Ivers (Brad Morris)
- 2018 : A Star Is Born : Emerald (Willam Belli)
- 2019 : Opération Brothers : Max Rose (Alex Hassell)
- 2020 : Le Voyage du Docteur Dolittle : James la libellule (Jason Mantzoukas) (voix)
- 2020 : Je t'aime, imbécile ! : Sebastián Vennet (Ernesto Alterio)
- 2021 : The Last Son : Grayton Willets (James Landry Hébert)
- 2021 : Un garçon nommé Noël : Miika la souris (Stephen Merchant) (voix)
- 2022 : Les Banshees d'Inisherin : le prêtre (David Pearse)
- 2023 : Tetris : Eddie, le banquier (Rick Yune)
- 2024 : The Substance : le médecin (Tom Morton)
- 2025 : The Electric State : Ben Alcott (Michael Trucco)
- 2025 : Superman : no 4 / Gary (Alan Tudyk)

#### Films d'animation
- 1942[n 2] : Bambi : Fleur adulte
- 1983[n 3] : Le Noël de Mickey : Willie le géant
- 1988[n 4] : Max et Compagnie, le film : Je veux revenir à ce jour : Isidore
- 1988 : Les Chevaliers du Zodiaque : La Guerre des Dieux : Erik (Loki)
- 1994 : Le Roi lion : Simba adulte
- 1997 : Le Petit Grille-pain courageux : À la rescousse : la radio et un policier
- 1997 : Le Petit Grille-pain courageux : Objectif Mars : la radio
- 1998 : Anastasia : Dimitri
- 1998 : Le Cygne et la Princesse 3 : le Trésor Enchanté : Croche-Patte l'oiseau bleu
- 1998 : Buster et Junior : Père Joseph (chants)
- 1998 : Excalibur, l'épée magique : Garrett
- 1998 : Le Prince d'Égypte :  Moïse / Dieu
- 1998 : Les Razmoket, le film : Rex Pester
- 1998 : Le Roi lion 2 : Simba
- 1999 : Babar, roi des éléphants : Babar adolescent
- 1999 : 1 001 Pattes : la sauterelle #2
- 1999 : Elmo au pays des grincheux : Elmo / L'Enorme Poulet
- 1999 : Le Prince de Noël (en) : le prince Casse-Noisette
- 2000 : Kuzco, l'empereur mégalo : Kronk
- 2000 : La Petite Sirène 2 : Retour à l'Océan : Raie et Moulade
- 2000 : Tom Sawyer : Tom Sawyer
- 2001 : Barbie : Casse-noisette : Casse-noisette / le prince Éric
- 2001 : La Belle et le Clochard 2 : L'Appel de la rue : le gardien de la fourrière
- 2001 : Jimmy Neutron, un garçon génial : Hugh Neutron
- 2001 : Monstres et Cie : Ferdinand
- 2002 : Mickey, la magie de Noël : Willie le géant / Chapelier toqué
- 2002 : Mickey, le club des méchants : Microphone Mike
- 2002 : Balto 2 : La Quête du loup : un loup
- 2002 : Barbie, princesse Raiponce : le prince Stefan
- 2002 : Corto Maltese, la cour secrète des arcanes : Barrow
- 2002 : Cendrillon 2 : Une vie de princesse : le boulanger
- 2003 : Sinbad : La Légende des sept mers : Jin
- 2003 : Tom et Jerry et l'Anneau magique : le chat de l'allée et Joey
- 2004 : La ferme se rebelle : Patrick, le cheval gris de Rico
- 2004 : Le Roi lion 3 : Hakuna Matata : Simba adulte
- 2005 : Kuzco 2 : King Kronk : Kronk
- 2005 : Scooby-Doo au pays des pharaons : le prince Omar
- 2006 : Nos voisins, les hommes : Tiger, le chat persan arabe
- 2006 : The Wild : Blag, le gnou
- 2007 : Les Folles Aventures de Rucio : Don Quichotte
- 2008 : Igor : Dr Schadenfreude
- 2009 : L'Âge de glace 3 : Buckminster « Buck[n 5] », la belette mâle
- 2009 : Le Drôle de Noël de Scrooge : Ebenezer Scrooge / Deux des trois fantômes[n 6]
- 2011 : Gnoméo et Juliette : Faon
- 2011 : Mini Buzz : Mini Buzz (court-métrage)
- 2011 : Les As de la jungle : Opération banquise : Al (création de voix)
- 2012 : Rebelle : le fils McGuffin
- 2012 : Tad l'explorateur : À la recherche de la cité perdue : Max Mordon
- 2012 : Les Mondes de Ralph : voix additionnelles
- 2013 : La Reine des Neiges : Olaf (album chansons uniquement)
- 2013 : Sur la terre des dinosaures : Pachi[n 7]
- 2013 : Khumba : Rabbit
- 2014 : Opération Casse-noisette : Surly / Roublard
- 2015 : La Reine des neiges : Une fête givrée : Olaf (court métrage)
- 2015 : Scooby-Doo : Rencontre avec Kiss : Starchild
- 2015 : Mune : Le Gardien de la Lune : Zucchini (création de voix)
- 2016 : L'Âge de glace 5 : Buckminster « Buck[n 5] »
- 2016 : Le Monde de Dory : un coquillage
- 2016 : Les Trolls : Nuage Man / Smidge
- 2016 : Norm : monsieur Greene / Amir
- 2016 : Rock Dog : Angus
- 2016 : Bad Cat : Paprika
- 2017 : Les As de la jungle : Al (création de voix)
- 2017 : Zombillénium : Hector Saxe (création de voix)
- 2017 : Opération Casse-noisette 2 : Roublard
- 2017 : Drôles de petites bêtes : Apollon le grillon (création de voix)
- 2017 : Tom et Jerry au pays de Charlie et la chocolaterie : Willy Wonka
- 2017 : Les Trolls : Spécial Fêtes (en) : Nuage Man
- 2018 : Sherlock Gnomes : Faon
- 2018 : Destination Pékin ! : Banzou (Doublage SND)
- 2018 : L'Envol de Ploé (en) : voix additionnelles
- 2018 : Yéti et Compagnie : le pilote
- 2020 : Les Trolls 2 : Tournée mondiale : Nuage Man / Smidge
- 2021 : Raya et le Dernier Dragon : voix additionnelles
- 2021 : Pil : Lugan (création de voix)
- 2021 : Injustice : Evan McCulloch / Maître des Miroirs
- 2021 : Encanto : La Fantastique Famille Madrigal : Pico le toucan
- 2021 : Tout droit sortie de nulle part : Scooby-Doo rencontre Courage le chien froussard : Katz et l'ordinateur
- 2022 : L'Âge de glace : Les Aventures de Buck Wild : Buck Wild
- 2022 : Vaillante : le maire Jimmy Murray
- 2022 : Marmaduke (en) : Shar Pei
- 2022 : Luck : Rootie[n 8]
- 2022 : Le Roi Titi (en) : Diego
- 2022 : Pinocchio : un des lapins noirs[n 9] et voix additionnelles
- 2023 : Pattie et la Colère de Poséidon : Chickos (création de voix)
- 2023 : Super Mario Bros. le film : le propriétaire et un Koopa
- 2023 : Nimona : un chevalier, la voix off de la pub Dragon Krisps et voix additionnelles
- 2023 : Les As de la jungle 2 : Opération tour du monde : Al (création de voix)
- 2023 : Le Roi singe : le Roi Dragon
- 2023 : Il était une fois un studio : Olaf et Dingo (court métrage)
- 2023 : Les Trolls 3 : Smidge, M. Dinkles et Nuage Man
- 2023 : Nicky Larson : Angel Dust : Shimoyamada
- 2024 : La Nuit d'Orion : Lumière[n 10]
- 2024 : Vice-versa 2 : Banana-Outils
- 2025 : Les Schtroumpfs, le film : Gargamel
- 2025 : Couic ! : Sterling

### Télévision

#### Téléfilms
- Dean Cain dans (38 téléfilms) :
  - Une âme sans repos (1997) : Tony Moran
  - Futuresport (1998) : Tremaine « Pharaon » Ramsey
  - La Course pour la vie (1998) : Julian Taylor
  - Sans motif apparent (2000) : Bobby Valenz
  - Atterrissage forcé (2000) : Clay Bennett
  - Le Prix du courage (2000) : shérif Frank Richards
  - Piège de Feu (2001) : Max Hooper
  - Étrange voisinage (2002) : Matt Lawrence
  - L'Ours et l'enfant (2002) : Jack Wedloe
  - Dérive fatale (2002) : Cornelius Morgan
  - L'Ours et l'enfant : Danger dans les montagnes (2003) : Jack Wedloe
  - Impact final (2004) : capitaine Tom Parker
  - Marions-les (2004) : Nick Corina
  - Comportement suspect (2004) : Scott Peterson
  - Le vol 52 ne répond plus ! (2005) : commandant James Slan
  - À chacun sa vérité (2005) : Peter Bergstrom
  - La Course au mariage (2006) : Tucker
  - Magnitude 10,5 : L'Apocalypse (2006) : Brad Malloy
  - Vol 732 : Terreur en plein ciel (2007) : Jack Bender
  - La Force du pardon (2007) : Bruce Murakami
  - Sous surveillance (2007) : Dan Kovaks
  - À la recherche de M. Parfait (2008) : Eddie
  - L'As de cœur (2008) : Daniel Harding
  - Le Noël des petites terreurs (2009) : Jack Green
  - Le Sauveur de Noël (2010) : Ted Stein
  - Une nounou pour Noël (2010) : Danny Donner
  - L'Avocat du Père Noël (2011) : Michael Sherman
  - Le Sauveur d'Halloween (2011) : Ted Stein
  - Opération cupcake (2012) : Griff Carson
  - Le Chien qui a sauvé Noël (2012) : Ted Stein
  - La Petite fille aux miracles (2013) : Leo
  - Le procès du Père Noël (2013) : le shérif Scott Hanson
  - Le Chien qui a sauvé Pâques (2014) : Ted Stein
  - S.O.S : Éruption en plein vol (2014) : Rick Pierce
  - Un ex-mari en cadeau (2014) : Jessie Rogers
  - Le Chien qui a sauvé l'été (2015) : Ted Stein
  - Noël à la télévision (2016) : Charlie Fisher
  - Coup de foudre sur les pistes (2018) : Ty Decker

- Rob Lowe dans (9 téléfilms) :
  - Atomic Train (1999) : John Seger
  - Silence mortel (1999) : Kevin Findlay
  - Haute Pression (2000) : John Spencer
  - Traque sans répit (2001) : David Doe
  - Les Souliers de Noël (2002) : Robert Layton
  - Une place au soleil (2002) : Mike Santini
  - Coup de cœur, coup de foudre (2004) : Lloyd Rockwell
  - Le Miracle du cœur (2005) : Robert Layton
  - Ma vie avec Liberace (2013) : Dr Jack Startz

- Antonio Sabato Jr. dans (7 téléfilms) :
  - Panique sur le grand 8 (1996) : Jack Colson
  - Randonnée fatale (2000) : David
  - Une célibataire à New York (2003) : Timothy Rommelly
  - Panique en altitude (2005) : major John Masters
  - Menace sur la Terre (2006) : Ethan
  - Quand ma vie bascule (2007) : Greg Vlasi
  - Danger en altitude[11] (2007) : Ethan Hart

- Tilky Jones dans (7 téléfilms) :
  - Les ondes de Noël (2014) : Pepper Sterling
  - Une maison pas si tranquille (2016) : Brian Lassiter
  - Second coup de foudre à Noël (2017) : Jack
  - Le prix de la tentation (2018) : Kyle Miller
  - Week-end de cauchemar entre copines (2019) : James
  - La sœur de la mariée (2019) : Dave
  - Une étudiante sous emprise (2019) : M. Bailey

- Cameron Bancroft dans (4 téléfilms) :
  - Zoya : les chemins du destin (1995) : Nicholas
  - D'une vie à l'autre (2001) : Jed Benton
  - L'Affaire Enron (2003) : Duffy
  - L'Amour en cadeau (2003) : Scott Shift

- Mark-Paul Gosselaar dans :
  - Sauvés par le gong : Mariage à Las Vegas (1994) : Zack Morris
  - La Route du cauchemar (1997) : Chris
  - La princesse et le marine (2001) : Jason Johnson

- Doug Savant dans :
  - Garde rapprochée (1999) : Grant Coleman
  - Secousses sous les tropiques (2004) : Pr Anthony McAllister
  - Seule face à l'injustice (2009) : Peter Marcheson

- Daran Norris dans :
  - Mes parrains sont magiques, le film : Grandis Timmy (2011) : M. Turner, le père de Timmy
  - Mes parrains fêtent Noël (2012) : M. Turner, le père de Timmy
  - Mes parrains sont magiques : Aloha ! (2014) : M. Turner, le père de Timmy

- James Waterston dans :
  - Christy, au cœur du souvenir (2000) : David Grantland
  - Christy, les raisons du cœur (2001) : David Grantland

- James Thomas dans :
  - Femmes à Hollywood (2003) : Evan Richter
  - Au cœur des secrets (2006) : Rafe Marino

- Richy Müller dans :
  - Une femme sans attache (2003) : Max
  - La Fille du pirate (2007) : Black Dog
  - Alexandra : Disparue (2011) : Alfred Walch

- 1988 : Le Bal de l'école : Kevin McCrea (Brian Bloom)
- 1989 : Un drôle de prof : Shane (Brent David Fraser)
- 1990 : Projet: Exil : Schenke (Corey Feldman)
- 1992 : Prisonnière de sa peur : Pete Caswell (Dylan McDermott)
- 1993 : La peur en mémoire : l'inspecteur Jeff Alberts (Scott Plank)
- 1993 : Les enfants des autres : Marco (Tom Cavanagh)
- 1995 : Ma fille en danger : Dominic (Richard Leacock)
- 1996 : Le Seigneur du Temps : Chang Lee (Yee Jee Tso)
- 1996 : Soupçons sur un champion : Josh Kelly (Lochlyn Munro)
- 1996 : Ma fille, ma rivale : Billy Stone (Rob Estes)
- 1996 : L'Anneau de Cassandra : Gerhard von Gotthard (Rupert Penry-Jones)
- 1997 : Les Secrets du silence : Sammy Ayers (Matthew Modine)
- 1997 : Une mère au-dessus de tout soupçon : Frank Podaras (Jon Cuthbert)
- 1997 : Mère avant l'heure : Ray Wilcox (Don Diamont)
- 1997 : Le Rouge et le Noir : Julien Sorel (Kim Rossi Stuart)
- 1997 : Amitié dangereuse : Brad Strum (Rafer Weigel)
- 1997 : Le Miracle de Noël : Sam Field (Eric McCormack)
- 1997 : Vengeance par amour : l'officier Perez (Tony Nappo (en))
- 1998 : Au lendemain du miracle : John Macy (Billy Campbell)
- 1999 : Contrat sur une tueuse (en) : Tony Greco (Kyle Chandler)
- 1999 : Elmo au pays des grincheux : Elmo (Kevin Clash)
- 1999 : Introducing Dorothy Dandridge : Jack Denison (D. B. Sweeney)
- 1999 : Alice au pays des merveilles : le chapelier fou (Martin Short) (voix chantée)
- 2001 : Santa Maradona : Andrea (Stefano Accorsi)
- 2001 : Le Souvenir en héritage : Lowell Lenox (Kyle Secor)
- 2003 : La Voix des crimes : Brendan Dean (Joe Flanigan)
- 2004 : Le Parfait Amour : Michael Healey (Michael Trucco)
- 2004 : Le Clan des rois : voix de Fleck adulte (Martin Freeman)
- 2005 : Sexcrimes 3 : Diamants mortels : Dr Chad Johnson (Ron Melendez)
- 2007 : Ma voisine du dessous : Clint (Patrick Breen)
- 2010 : Avalon High : Un amour légendaire : Mr Moore/Mordred (Steve Valentine)
- 2010 : Le Tumulte des sentiments : Cameron Shannon (Leon Ockenden)
- 2013 : L'Élan de Noël : l'élan (Jeroen van Koningsbrugge)
- 2014 : Mariée avant le printemps : Gregg (Chad Krowchuk)
- 2014 : Le mari de ma meilleure amie : David Waterford (Antonio Cupo)
- 2014 : Hello Ladies : le film : Stuart Pritchard (Stephen Merchant)
- 2016 : Ma maison chérie : Kai Zimmermann (Sebastian Bezzel)
- 2017 : Prisonnière d'une secte : Gavin (Will Beinbrink)
- 2019 : Noël, cuisine et romance : Roger Evans (Felipe Aukai)
- 2020 : Unbreakable Kimmy Schmidt : Kimmy contre le révérend : C.J. (Johnny Knoxville)
- 2021 : Tous en scène à Noël : Hersh Rottman (Andrew Shaver)
- 2021 : Entretien avec un manipulateur narcissique : Rodney (Evan Faunce)

#### Téléfilms d'animation
- 2003 : Lupin III : Opération Diamant : Ivan "Rats" Krokovitch / patron d'Anita / Gaudi
- 2011 : Les As de la jungle : Opération banquise : Al (création de voix)
- 2014 : Les As de la jungle : Le Trésor du vieux Jim : Al (création de voix)

#### Séries télévisées
- Doug Savant dans (30 séries) : 
  - Melrose Place (1992-1997) : Matthew « Matt » Fielding (159 épisodes)
  - L'Homme à la Rolls (1995) : Chase Scott (saison 2, épisode 1)
  - La croisière s'amuse, nouvelle vague (1998) : Josh Walter (saison 1, épisode 1)
  - Au-delà du réel : L'aventure continue (1998) : Kel (saison 4, épisode 2)
  - Lydia DeLucca (2001) : le cousin de J.T. (saison 1, épisode 16)
  - Le Protecteur (2004) : Eric Kane (saison 3, épisode 11)
  - New York Police Blues (2004) : Jason Foster (saison 11, épisode 12)
  - 24 Heures chrono (2004) : Craig Phillips (saison 4)
  - NCIS : Enquêtes spéciales (2004) : Larry Clannon (saison 1, épisode 22)
  - Nip/Tuck (2004) : Joel Gideon (saison 2, épisode 5)
  - Les Experts (2004) : Paul Brady (saison 5, épisode 5)
  - Desperate Housewives (2004-2012) : Tom Scavo (175 épisodes)
  - Vegas (2013) : Mr. Binder (épisode 13)
  - Rizzoli and Isles (2013) : Roger Thorson (saison 4, épisode 11)
  - Drop Dead Diva (2013) : Jakob Yordy (saison 5, épisode 13)
  - Esprits criminels (2013) : Malcolm Taffert (saison 9, épisode 10)
  - Hawaii 5-0 (2015) : Robert Young (saison 5, épisode 10)
  - X-Files : Aux frontières du réel (2016) : Dr Augustus Goldman (saison 10, épisode 2)
  - Castle (2016) : Trevor Nigel (saison 8, épisode 14)
  - Rush Hour (2016) : le procureur Eric Ginardi (épisode 3)
  - Pure Genius (2016) : Simon Monroe (épisode 2)
  - Notorious (2016) : Paul Weston (épisodes 8 et 9)
  - SEAL Team (2017) : Malcolm (saison 1, épisode 7)
  - Lucifer (2018) : Forest Clay (saison 3, épisode 23)
  - 9-1-1 (2018) : Matthew Clark (saison 1, épisodes 3 et 10)
  - S.W.A.T. (2020) : Mark (saison 3, épisode 16)
  - Dirty John (en) (2020) : Martin Newsome (saison 2, épisodes 2 et 3)
  - Tell Me Your Secrets (2021) : Ed Jennings (épisodes 6 et 7)
  - MacGyver (2019) : Waller (saison 3, épisode 11)
  - The Rookie : Le Flic de Los Angeles (2021) : Benjamin (saison 3, épisode 7)

- Dean Cain dans (12 séries) :
  - Loïs et Clark : Les Nouvelles Aventures de Superman (1993-1997) : Clark Kent / Superman (87 épisodes)
  - Voilà ! (2001) : Chris Williams (saison 5, épisode 21)
  - La Star de la famille (2005) : Larry Walker (4 épisodes)
  - Las Vegas (2005-2006) : Casey Manning (9 épisodes)
  - New York, unité spéciale (2006) : Mike Jergens (saison 7, épisode 8)
  - Smallville (2007) : Curtis Knox (saison 7, épisode 4)
  - Les Experts : Miami (2007) : Roger Partney (saison 6, épisode 8)
  - Burn Notice (2011) : Ryan Pewterbaugh (saison 5, épisode 18)
  - Esprits criminels (2012) : Curtis Banks (saison 7, épisode 13)
  - Don't Trust the B---- in Apartment 23 (2012) : Dean Cain (3 épisodes)
  - Supergirl (2015-2017) : Jeremiah Danvers (6 épisodes)
  - Lady Dynamite (2016) : Graham (saison 1)

- Matthew Perry dans (11 séries) :
  - Friends (1994-2002) : Chandler Bing (1re voix, saisons 1 à 8)
  - Ally McBeal (2002) : Todd Merrick (saison 5, épisodes 16 et 17)
  - À la Maison-Blanche (2003) : Joe Quincy (3 épisodes)
  - Scrubs (2004) : Murray Marks (saison 4, épisode 11)
  - Mr. Sunshine (2011) : Ben Donovan (13 épisodes)
  - The Good Wife (2012-2013) : Mike Kresteva (4 épisodes)
  - Go On (2012-2013) : Ryan King (22 épisodes)
  - Cougar Town (2014) : Sam (saison 5, épisode 2)
  - The Odd Couple (2015-2017) : Oscar Madison (38 épisodes)
  - The Good Fight (2017) : Mike Kresteva (saison 1)
  - Les Kennedy, un royaume perdu (en) (2017) : Ted Kennedy (mini-série)

- Mark-Paul Gosselaar dans (8 séries) :
  - Sauvés par le gong (1989-1993) : Zack Morris (86 épisodes)
  - Sauvés par le gong : Les Années lycée (1993-1994) : Zack Morris (19 épisodes)
  - Sauvés par le gong : La Nouvelle Classe (1994) : Zack Morris (saison 2, épisode 26)
  - Hyperion Bay (1998-1999) : Dennis Sweeny (17 épisodes)
  - New York, unité spéciale (2001) : Wesley Jansen/Peter Ivanhoe (saison 3, épisode 7)
  - Don't Trust the B---- in Apartment 23 (2012) : lui-même (saison 2, épisode 1)
  - Barry (2022) : lui-même (saison 3, épisode 3)
  - Found (depuis 2023) : Hugh « Monsieur » Evans

- Kyle Chandler dans (8 séries) :
  - Nord et Sud III (1994) : Charles Main (mini-série)
  - Demain à la une (1996-2000) : Gary Hobson (90 épisodes)
  - Au cœur du pouvoir (en) (2003-2004) : Grant Rashton (7 épisodes)
  - Grey's Anatomy (2006-2007) : Dylan Young (4 épisodes)
  - Friday Night Lights (2006-2011) : Eric Taylor (en) (76 épisodes)
  - Bloodline (2015-2017) : John Rayburn (33 épisodes)
  - Mayor of Kingstown (2021) : Mitch McLusky (saison 1, épisode 1)
  - Super Pumped (depuis 2022) : Bill Gurley

- Michael Trucco dans (4 séries) :
  - Sabrina, l'apprentie sorcière (2001) : Kevin (saison 5)
  - Tru Calling : Compte à rebours (2003) : Nick Kelly (saison 1, épisode 2)
  - Sermons de minuit (2021) : Wade Scarborough (mini-série)
  - Fire Country (2022-2023) : Luke Leone (6 épisodes)

- Antonio Sabato Jr. dans :
  - Ally McBeal (1999) : Kevin Wyat (saison 2, épisode 21)
  - Au-delà du réel : L'aventure continue (2000) : Chad Warner (saison 6, épisode 3)
  - Charmed (2000) : Bane Jessup (saison 2, épisodes 9 et 15)

- Ben Miller dans :
  - La Pire Semaine de ma vie (2004-2006) : Howard Steel (17 épisodes)
  - Meurtres au paradis (2011-2021) : l'inspecteur-chef Richard Poole (18 épisodes)
  - Professor T. (en) (depuis 2021) : Pr Jasper Tempest

- Jim Carrey dans : 
  - The Office (2011) : Guy (saison 7, épisode 24)
  - 30 Rock (2012-2013) : Dave Williams (saison 6, épisode 9)
  - Kidding (2018-2020) : Jeff Pickles (20 épisodes)

- Thomas Wilson Brown dans :
  - Côte Ouest (1990-1991) : Jason Lochner (26 épisodes)
  - Beverly Hills 90210 (1993) : Joe Wardlow (saison 3, épisode 17)

- D. B. Sweeney dans :
  - Drôle de chance (1995-1996) : Chance Harper (17 épisodes)
  - Les Experts (2004) : Kyle Goode (saison 4, épisode 15)

- Steve Valentine dans :
  - I'm in the Band : Ma vie de rocker (2009-2011) : Derek Jupiter
  - Mom (2021) : Rod (saison 8, épisodes 3, 11 et 12)

- Erik Thomson dans :
  - Hercule (1995-1996) : Hadès (4 épisodes)
  - Xena, la guerrière (1995-1998) : Hadès (4 épisodes)

- James Wlcek dans :
  - Walker, Texas Ranger (1997-1999) : Trent Malloy (13 épisodes)
  - Le Successeur (1999) : Trent Malloy (6 épisodes)

- Ben Stiller dans :
  - Freaks and Geeks (2000) : l'agent Meara (saison 1, épisode 17)
  - Larry et son nombril (2004-2007) : lui-même (4 épisodes)

- Callum Keith Rennie dans :
  - Tru Calling : Compte à rebours (2003) : Elliot Winter (saison 1, épisode 1)
  - Smallville (2006) : Tyler McKnight (saison 5, épisode 18)

- Kyle Bornheimer dans :
  - Breaking Bad (2008) : Ken Wins (saison 1, épisode 4)
  - Better Call Saul (2016) : Ken Wins (saison 2, épisode 1)

- Stephen Merchant dans :
  - Un petit brin de vie (2011-2013) : Stephen Merchant (mini-série)
  - Hello Ladies (2013-2014) : Stuart Pritchard (9 épisodes)

- Oliver Hudson dans :
  - Leçons sur le mariage (2007-2013) : Adam Rhodes (100 épisodes)
  - Allô la Terre, ici Ned (en) (2020) : Oliver Hudson (épisode 12)

- Ken Duken dans :
  - Le Parfum (2018) : Roman Seliger (6 épisodes)
  - Destin : La Saga Winx (2021-2022) : Andreas (6 épisodes)

- Ike Barinholtz dans :
  - La Folle Histoire du monde 2 (2023) : Ulysses S. Grant, Léon Trotski, Alexander Graham Bell, Barry Santelmo, Ham et Mark (mini-série)
  - The Studio (2025) : Sal Saperstein

- Sacha Baron Cohen dans :
  - The Spy (2019) : Eli Cohen (mini-série)
  - Ironheart (2025) : Mephisto

- 1976-1981[n 11] : Le Muppet Show : Marvin Suggs (Frank Oz) (voix), Jim Nabors (Jim Nabors) (saison 1, épisode 6) et Steve Martin (Steve Martin) (saison 2, épisode 8)
- 1984-1987 : Fame : Leroy Johnson (Gene Anthony Ray) (2e voix, saisons 4 à 6)
- 1988-1989 : Alf : Jake Ochmonek (Josh Blake) (2e voix, saison 3)
- 1988-1991 : Les Années collège : Simon Dexter (Michael Carry) (48 épisodes)
- 1988-1993 : Les Années coup de cœur : Wayne Arnold (Jason Hervey) (112 épisodes)
- 1990 : Twin Peaks : Bernard Renault (Clay Wilcox) (saison 1, épisodes 3 et 4)
- 1993 : Les Contes de la crypte : Les Wilton (Kevin Dillon) (saison 5, épisode 7)
- 1994 : Arabesque : Manuel Ramirez (Jsu Garcia) (saison 10, épisode 12)
- 1994 / 1996 : X-Files : Aux frontières du réel : John le vampire (Frank Military) (saison 2, épisode 7) et Barney Paster (Sebastian Spence) (saison 4, épisode 2)
- 1994-1999 : Un tandem de choc : Benton Fraser (Paul Gross) (67 épisodes)
- 1995 : Orgueil et Préjugés : le colonel Fitzwilliam (Anthony Calf) (mini-série)
- 1995 : La loi de la Nouvelle-Orléans : Logan Wright (John Nelson Allen) (saison 2, épisodes 2 et 5)
- 1995 : Le Retour des envahisseurs : Dr Josh Webber (Erik King)
- 1995-1996 : Beverly Hills 90210 : Joe Bradley (Cameron Bancroft) (23 épisodes)
- 1995-1996 : Les Nouvelles Aventures de Flipper le dauphin : Dr Keith Ricks (Brian Wimmer) (22 épisodes)
- 1996 : Mr. et Mrs. Smith : Scooby (Timothy Olyphant)
- 1996 : Une nounou d'enfer : lui-même (Hugh Grant) (saison 4, épisode 4)
- 1996 : Les Dessous de Palm Beach : Jeffrey Ventnor (Greg Lauren) (saison 6, épisode 7)
- 1996-2000 : Xena, la guerrière : Hadès (Stephen Lovatt) (5 épisodes)
- 1996 / 2000 : New York Police Blues : Johnny Arcotti (Sasha Jenson) (saison 3, épisode 11) et Romeo Rodriguez (Billy Gallo) (saison 7, épisode 2)
- 1996-2007[n 12] : Inspecteurs associés : l'inspecteur Peter Pascoe (Colin Buchanan) (61 épisodes)
- 1997-2001 : Friends : Phil (Steve Park) (saison 3, épisode 24) / Roger (Ashley Clark) (saison 7, épisode 9 et saison 8, épisode 11)
- 1998 : Au-delà du réel : L'aventure continue : Tom Young (Peter Flemming) (saison 4, épisode 9) et Anthony (Silvio Pollio) (2e voix - saison 4, épisode 23)
- 1998 : Sabrina, l'apprentie sorcière : le juge (RuPaul) (saison 2, épisode 24) / Jake (Taso Papadakis) (saison 3, épisode 11)
- 1998 : Stargate SG-1 : le chef des punks (Alonso Oyarzun) (saison 2, épisode 10)
- 1998-1999 : Agence Acapulco : Tommy Chase (Michael Worth) (26 épisodes)
- 1998-1999 : Charmed : Rex Buckland (Neil Roberts) (6 épisodes)
- 1998-2000 : Invasion planète Terre : Joshua Doors (William DeVry) (9 épisodes)
- 1998 / 2002 : Dawson : extrait du film Monsieur Smith au Sénat (James Stewart) (saison 2, épisode 8) et Max Winter (Eddie Cahill) (saison 6, épisode 9)
- 1999 : Felicity : le vendeur (Jullian Dulce Vida) (saison 2, épisode 4)
- 1999 / 2002 : New York, unité spéciale : Robert Stevens (Mark Nelson) (saison 1, épisode 1) / l'inspecteur Janowicz (Adam Mucci) (saison 3, épisode 15)
- 2001 : Buffy contre les vampires : Rupert Giles (Anthony Stewart Head) (voix chantée) (saison 6, épisode 7)
- 2001-2005 : Six Feet Under : David Fisher (Michael C. Hall) (63 épisodes)
- 2002 : Les Anges de la nuit : l'inspecteur McNally (Brent Sexton) (5 épisodes)
- 2002 : Monk : Lil' Kenny Freedman (Jay Michaels) et un journaliste (Michael Gossack) (saison 1, épisode 12) / Tim Daly (Tim Daly) (saison 1, épisode 13)
- 2002 : Odyssey 5 : Enrique Peña (Bronson Picket) (épisode 13)
- 2002 : Sur écoute : le mandataire de Roland « Wee-Bey » Brice (Stephen F. Schmidt) (saison 1, épisode 13)
- 2003 : Boomtown : Shackman (John Ales) (saison 1, épisode 14)
- 2003 : Cold Case : Affaires classées : Blaine Robbins (Nathan Baesel) (saison 1, épisode 10)
- 2003-2007 : The Shield : Lou (Matthew John Armstrong) (saison 2, épisode 6) / Kaliel « Lil Psych » Wilks (Khary Payton) (saison 3, épisode 8) et Mason Heller (Seth Peterson) (saison 6, épisode 9)
- 2004 : Rescue Me : Les Héros du 11 septembre : un agent de police (William H. Burns) (saison 1, épisode 2)
- 2004 / 2006 : Les Experts : Miami : Jay Seaver (Jonathan Silverman) (saison 3, épisode 3) et Peter Kinkella (Teddy Sears) (saison 5, épisodes 9 et 11)
- 2005 : À la Maison-Blanche : un volontaire (Joe Egender) (saison 6, épisodes 11 et 15)
- 2005 : Beach Girls : Jack Kilvert (Rob Lowe) (6 épisodes)
- 2005 : Kevin Hill : le professeur Xavier Ambrose (Mark McKinney) (épisode 22)
- 2005 / 2010 : Les Experts : Donny Drummer (Neil Hopkins) (saison 5, épisode 19) et Danny Macklin (Sasha Roiz) (saison 11, épisode 2)
- 2006 : Dernier Recours : Paul Buckner (Brad Hunt) (épisode 7)
- 2007 : Skins : Malcolm (Danny Dyer) (saison 2, épisodes 4 et 9)
- 2007 : Six Degrees : Todd (Jason Lewis) (épisode 8)
- 2008 : Eli Stone : Paul Sweren (Patrick Breen) (3 épisodes)
- 2008-2009 : NCIS : Enquêtes spéciales : Michael Rivkin (Merik Tadros) (7 épisodes)
- 2009 : Lie to Me : M. Fitzgerald (J. R. Cacia) (saison 2, épisode 5)
- 2009 : Drop Dead Diva : Simon Dewey / Jake Garner (Gabriel Olds) (saison 1, épisode 3)
- 2009 : The Closer : L.A. enquêtes prioritaires : Sam Osgood (Dan Donohue) (saison 5, épisode 14)
- 2010-2014 : Boardwalk Empire : Al Capone (Stephen Graham) (56 épisodes)
- 2011 : Cougar Town : le commentateur de golf (Don Brennan) (saison 2, épisode 17)
- 2011 : Rush : Col Rainey (Malcolm Kennard) (3 épisodes)
- 2012 : US Marshals : Protection de témoins : John Arnett / John Wilson (Brady Smith) (saison 5, épisode 4)
- 2013 : The Tomorrow People : Nathan / Cyrus (James Landry Hébert) (épisode 14)
- 2014 : Derek : le premier candidat (Dave Haskell) (saison 2, épisode 2) et Cliff (Joe Wilkinson) (saison 2, épisodes 3 et 7)
- 2014-2017 : Red Oaks : Barry (Josh Meyers) (15 épisodes)
- 2014-2018 : Scorpion : Dr Toby Curtis (Eddie Kaye Thomas) (93 épisodes)
- 2015 : The Brink : Glenn Taylor (Eric Ladin) (10 épisodes)
- 2015-2016 : Togetherness : le réalisateur / Dudley (Joshua Leonard) (6 épisodes)
- 2016 : House of Cards : le présentateur à la télévision (John Trout) (saison 4, épisode 11)
- 2016 : The Five : Mark Wells (Tom Cullen) (10 épisodes)
- 2016 : Angie Tribeca : Brad Wilson (David Walton) (saison 2, épisode 3)
- 2016-2017 : Narcos : le colonel Martinez (Juan Pablo Shuk) (9 épisodes)
- 2017 : Wormwood : Robert Lashbrook (Christian Camargo) (mini-série)
- 2017 : Mr. Mercedes : Josh (David Furr (en)) (saison 1)
- 2017-2019 : Santa Clarita Diet : le principal Novak (Thomas Lennon) (6 épisodes)
- depuis 2017 : The Orville : le capitaine Ed Mercer (Seth MacFarlane)
- 2018 : Black Lightining : Klovic (Cory Scott Allen) (saison 1, épisode 13)
- 2019 : Bauhaus - Un temps nouveau : Walter Gropius (August Diehl) (6 épisodes)
- 2019 : Silicon Valley : Maximo Reyes (Arturo Castro) (3 épisodes)
- 2020-2023 : Perry Mason : l'inspecteur Gene Holcomb (Eric Lange) (15 épisodes)
- depuis 2020 : Trying : Scott (Darren Boyd)
- 2021 : Gaufrette et Mochi : Sucré, Acide et Amer (John Early) (voix)
- 2021 : Même pas la peine : le professeur (Park Sun-Woo) (saison 1, épisode 1)
- 2021 : Dopesick : le responsable des ventes de Purdue (Sean Allan Krill) (mini-série)
- 2021 : La Réalité en face : Terry (Paul Urcioli) (mini-série)
- 2021 : Calls : Craig (Gilbert Owuor) (voix - saison 1, épisode 4)
- 2021-2022 : Gossip Girl : Davis Calloway (Luke Kirby) (11 épisodes)
- 2021-2024 : Squid Game : le recruteur des participants au jeu (Gong Yoo) et le garde masqué expliquant les règles des jeux [Qui ?]
- 2022 : Rebelde : Marcelo Colucci (Leonardo de Lozanne) (saison 1, épisode 1)
- 2022 : The Pentaverate : Ken Scarborough (Mike Myers) (mini-série)
- 2022 : Intimidad : Kepa (Jaime Zatarain)
- 2022 : Our Flag Means Death : le capitaine Nigel Badminton (Rory Kinnear)
- 2022 : Forecasting Love and Weather : Eom Dong-han (Lee Sung-wook)
- 2022 : Angelyne : Jeff Glaser (Alex Karpovsky) (mini-série)
- 2022 : Reboot : Clay Barber (Johnny Knoxville)
- 2022 : Players (en) : Paul Gilberstadt (Dan Perrault)
- 2022 : En traître : Lord Anton Melnilkov (Danila Kozlovsky) (mini-série)
- 2023 : Le Pouvoir : Tom (Rob Delaney)
- 2023 : Voyage au centre de la Terre (es) : Pompilio (Óscar Jaenada)
- 2023-2024 : Shrinking : Donny (Tilky Jones (en))
- 2024 : Les Ombres du passé : César (Roger Casamajor)
- 2024 : Nautilus : le capitaine Mogg (Noah Taylor)
- 2024 : Le Seigneur des anneaux : Les Anneaux de pouvoir : Tom Bombadil (Rory Kinnear) (saison 2)
- 2025 : Les Quatre Saisons : Jack Burroughs (Will Forte)

#### Séries d'animation
- 1971 : Les Attaquantes : le président de la Maroniki, un recruteur (épisode 42) et le docteur (épisode 44)
- 1973-1974 : Jeu, set et match ! : Jean Mallet et François Fournier
- 1978-1981 : Galaxy Express 999 : Teddy
- 1979 : Marc et Marie : Dominique (voix de remplacement, épisode 38) et Tōsai (voix de remplacement, épisode 40)
- 1979 : Gordian (en) : Clorias
- 1981-1982 : Sandy Jonquille : George
- 1982 : Les Aventures de Claire et Tipoune : François Fuginami (épisodes 52 à 63)
- 1983-1986 : Olive et Tom : Ralph Peterson, Karl Heinz Schneider, Johnny Mason et Jeff Turner (2e voix), Ray Thompson et Roberto Sedinho (voix de remplacement)
- 1983-1984 : Mes Tendres Années (en) : Aldo (2e voix)
- 1984-1985 : Gu Gu Ganmo (en) : Bilou / Saigo
- 1985-1987 : Le Collège fou, fou, fou : Jeannot, Guy (2e voix) et Dan (épisodes 25 et 26)
- 1986-1987 : But pour Rudy : Benny Fox, Lenny Newman, Jeff Baldwin et Mike Patterson
- 1986-1987 : Les P'tits Loups-garous : Mac Alister
- 1986-1988 : Les Pierrafeu en culottes courtes : Barney
- 1987 : Les Quatre Filles du Dr March : Anthony Boone et Théodore « Laurie » Lawrence
- 1987 : Archie Classe : Reginald
- 1987-1988 : Gwendoline : Arthur de Brighton
- 1987-1988 : Max et Compagnie : Isidore
- 1988 : Patlabor : Allan (1re voix)
- 1988 : Dino Riders : Yungstar / Llahd
- 1989 : Les Enfants de la Liberté : Antoine Beauvisage
- 1989 : La Petite Olympe et les Dieux : Triton et voix additionnelles
- 1989 : Les Aventures de Pollen : voix additionnelles
- 1989 : Max et Compagnie (OAV) : Isidore / Marc
- 1989-1990 : Magie bleue : Nestor
- 1989-1991 : Scooby-Doo : Agence Toutou Risques : Scooby-Doo et Jenkins (2e voix, saisons 2 à 4)
- 1990 : Pygmalion : Aznus (1re apparition)
- 1990-1991 : Tortues Ninja : Les Chevaliers d'écaille : Leonardo (voix de remplacement)
- 1991 : Nicky Larson : Peter (épisode 30)
- 1991 : Le Prince et la Sirène (en) : le prince Justin
- 1991 : Cyber City Oedo 808 : Kasegawa (OAV 2)
- 1994 : Les Animaniacs : Gogo (épisode 12)
- 1996 : Donkey Kong Country (série télévisée d'animation) : Funky Kong
- 1996 : The Mask, la série animée : Stanley Ipkiss alias The Mask
- 1996 : Couacs en vrac : Petipri
- 1997 : Ace Ventura : Ace Ventura
- 1997 : Princesse Shéhérazade : Fahrid (épisode 31)
- 1997 : Battle Arena Tōshinden : Eiji Shinjo
- 1997 : Sky Dancers : voix additionnelles
- 1997 : Jumanji : Peter Shephard adulte (1 épisode)
- 1997-2006 : TF! : Parker le canard
- 1998 : Timon et Pumbaa : Simba et Fronk
- 1998 : Les Castors allumés : Daggett
- 1998 : Archibald le koala : Archibald
- 1999 : Titi et Grosminet mènent l'enquête : voix additionnelles (à partir de la saison 2)
- 1999-2000 : Télétoon Advance : Giorgio
- 2000 : Chris Colorado : Chris Colorado
- 2000 : Les Aventures de Buzz l'Éclair : Ty Parsec
- 2000 : Dilbert : le PDG
- 2001 : Dieu, le diable et Bob : Bob Alman
- 2001 : Kong : voix additionnelles
- 2001-2003 : Tous en boîte : Microphone Mike, Simba, O'Malley, Big Ben, le Fantôme noir, Tweedle-Dee et Tweedle-Dum et voix additionnelles
- 2001-2003 : Les Nouvelles Aventures de Lucky Luke : Louis Lumière, Caribou Obstiné, Walter Klaused, Eugène de Primesautier et voix additionnelles
- 2001-2003 : Moumoute, un mouton dans la ville : 2e classe premier
- 2002 : Funky Cops : Dick Kowalsky
- 2002 : Chobits : Hideki Motosuwa
- 2002-2006 : Tibère et la maison bleue : Trotteur et Pistache (voix chantées)
- 2003-2007 : Jimmy Neutron : Hugh et la voix chantée du générique
- Wizz avec Méli et Mélo : la Grande Ours
- 2005 : Skyland : Tak (épisode 15)
- 2006 : Lilo et Stitch, la série : l'agent Wendy Pikly (voix de remplacement, épisodes 56 à 62)
- 2006-2008 : Kuzco, un empereur à l'école : Kronk
- 2006-2008 : Manon : Tambouille
- 2006-2017 : Mes parrains sont magiques : M. Turner (à partir de la saison 5, épisode 12)
- 2007-2008 : Les Boondocks : Procureur Thomas L. Dubois
- 2007 : Team Galaxy : Monsieur 6025.A46 (saison 2, épisode 7), orteils brillants (saison 2, épisode 8)
- 2008/2024 : Totally Spies! : Sushi Bob (épisode 119), Humongo Man (épisode 124) et Senior Amidon (épisode 125), voix additionnelles (saison 7)
- 2008 : Le Club des Cinq : Nouvelles Enquêtes : voix additionnelles
- 2008-2009 : Rahan : Sanga
- 2009-2010 : Devine quoi ? : le clown Rigolini et Super-Héros
- 2009-2014 : Les Pingouins de Madagascar : Maurice, Dr Blowhole, le préfet de police et Savio
- 2009[12]-2023 : Archer : Barry Dylan et Ziegler (saison 9, épisode 4)
- 2010 : La Fée Coquillette : Mike le lion
- 2011-2013 : Rekkit : Lorne Rosenfeld, Arnold, Reggie, interprète du générique
- 2012 : Star Wars: The Clone Wars : Saw Gerrera (saison 5)
- 2012-2016 : La Maison de Mickey : Dingo (2e voix, à partir de saison 4, épisode 1)
- 2013 : Les As de la jungle en direct : Al
- 2013-2019 : Mickey Mouse : Dingo
- 2013-2019 : À table les enfants ! : le narrateur et divers personnages
- 2014[13] : JoJo's Bizarre Adventure : Stardust Crusaders : Rubber Soul
- 2014 : Kung Fu Panda : L'Incroyable Légende : Sanzu
- 2014-2016 : La Chouette et Cie : la grenouille (création de voix)
- 2014-2017 : Roi Julian ! L'Élu des lémurs : Maurice
- 2014-2020 : Les As de la jungle à la rescousse ! : Al
- 2015 : Objectif Blake ! : Zorka et Billie, le petit frère de Skye
- 2016-2020 : La Garde du Roi lion : Simba
- 2016 : Skylanders Academy : Flynn
- 2017 : Les Histoires toc-toc de Tic & Tac : Dingo
- 2017-2021 : Mickey et ses amis : Top Départ ! : Dingo
- 2017-2022 : Pete the Cat : le père de Pete
- 2018 : Back Street Girls : Kinoshita
- 2018 : Psammy et nous : Psammy
- 2018-2021 : La Bande à Picsou : Don Carnage et Dingo
- 2018-2021 : F Is for Family : Frank Murphy (2e voix, saisons 3 à 5)
- 2018-2024 : Captain Tsubasa : le commentateur
- depuis 2018 : Le Prince des dragons : Viren
- depuis 2018 : Anatole Latuile : le pizzaïolo, le père de Jason et le professeur de magie
- 2019 : Mr. Magoo : Mr. Magoo
- 2019 : Apollon le grillon et les drôles de petites bêtes : Apollon le grillon
- 2019-2021 : Power Players : Slobot
- 2020 : Kipo et l'Âge des Animonstres : Scarlemagne
- 2020 : Central Park : ?
- 2020 : Le Monde Merveilleux de Mickey : Dingo / Globule (épisode 4)
- 2020 : Noblesse : Ancien Lord
- 2021 : L'Épopée temporelle : voix additionnelles
- 2021 : Monstres et Cie : Au travail : Ferdinand
- 2021 : Disney présente Comment Rester à la Maison avec Dingo : Dingo[n 13]
- 2021 : Kid Cosmic (en) : R.B-O.T
- 2021 : Disco Dragon : Disco
- 2021 : M.O.D.O.K. : M.O.D.O.K.[n 13]
- 2021 : Looney Tunes Cartoons : le chien russe (saison 2, épisode 5)
- 2021-2022 : Wolfboy et la fabrique de l'étrange (en) : Bouton
- 2021-2023 : Ridley Jones : La protectrice du musée (en) : Dudley
- depuis 2021 : Jellystone! : Le Pacha, M. Jules et Shazzan
- depuis 2021 : Horimiya : Kyōsuke Hori
- depuis 2021 : Les Schtroumpfs : Gargamel, le Schtroumpf Grognon et le Schtroumpf Cuisto
- depuis 2021 : Moi à ton âge ... : Albert, le père de Paul
- 2022 : Angry Birds: Un été déjanté (en) : Théodore-Gueilleux
- 2022 : Le Cuphead Show ! : le marchand de glaces et un des cavaliers
- 2022 : Little Demon (en) : Asmodeus
- 2022 : American Dad! : le Stan alternatif (saison 19)
- 2022 : Deepa et Anoop : Stanley et Vikram Velore
- depuis 2022 : Batwheels : Toyman et voix additionnelles
- 2023 : Vinland Saga : le marchand d'esclaves (doublage Crunchyroll)
- 2023 : Coop Troop : Clive, Régis et Frankie
- 2023 : Moon Girl et Devil le Dinosaure : Beyonder
- 2023 : Agent Elvis : Bobby Ray
- 2023 : Oshi no ko : le réalisateur ICLAD et voix additionnelles
- 2023 : Captain Laserhawk: A Blood Dragon Remix : le narrateur
- 2023 : Pluto : Johansen
- 2023 : Onimusha : Yoshioka Seijuro
- 2023 : Gustave : divers personnages (création de voix)
- 2023 : Mortelle Adèle : Ajax (création de voix)
- 2023 : Il était une fois... ces Drôles d'objets : le Nabot, petit Gros et le Teigneux (création de voix)
- 2024 : Hazbin Hotel : Adam
- 2024 : Dandadan : les Serpos (version ADN)
- 2024 : PotoBot : personnages secondaires (création de voix)
- 2025 : Gagné ou Perdu (en) : Frank
- 2025 : La Maison de Mickey+ (en) : Dingo

#### Émissions télévisées
- 2021 : Friends : Les Retrouvailles (2021) : lui-même (Matthew Perry)
- 2023 : Squid Game : Le Défi

### Jeux vidéo
- 1996 : Les Chevaliers de Baphomet : George Stobbart
- 1997 : Les Chevaliers de Baphomet : Les Boucliers de Quetzalcoatl : George Stobbart
- 1997 : Lands of Lore 2 : Luther, fils de Scotia
- 1997 : Les 101 Dalmatiens : Livre animé interactif : Pongo
- 1998 : The Curse of Monkey Island : Wally et voix additionnelles
- 1999 : Hype: The Time Quest : Hype et voix additionnelles[n 13]
- 1999 : Lands of Lore 3 : Luther, fils de Scotia
- 2000 : Les Fous du volant : Pierre de Beau-Fixe
- 2001 : L'Ombre de Zorro : Don Diego de la Vega / Zorro[n 13]
- 2001 : Satanas et Diabolo : Pierre de Beau-Fixe
- 2003 : Les Chevaliers de Baphomet : Le Manuscrit de Voynich : George Stobbart[n 13]
- 2003 : Frère des ours : Truc
- 2005 : Jade Empire : Ciel Étoilé
- 2005 : Kingdom Hearts 2 : Simba et Seifer
- 2006 : Ankh : Assil
- 2006 : Les Chevaliers de Baphomet : Les Gardiens du Temple de Salomon : George Stobbart
- 2006 : La Famille Coup de Pouce : Maternelle petite section : Toc-Toc le pivert (chant)
- 2007 : Heavenly Sword : Acerodon
- 2009 : MadWorld : le commentateur de pubs
- 2011 : Star Wars: The Old Republic : Lieutenant Needa et voix additionnelles[n 13]
- 2011 : Cars 2 : Jeff Gorvette
- 2013 : Les Chevaliers de Baphomet : La Malédiction du Serpent : George Stobbart[n 13]
- 2013 : Skylanders: Swap Force : Hoot Loop
- 2015 : Lego Dimensions : X-PO / Kevin
- 2015 : Skylanders: SuperChargers : Agent 11 3/5
- 2015 : StarCraft 2: Legacy of the Void : Karax
- 2018 : Lego Les Indestructibles : Buddy Pine / Syndrome[n 13]
- 2019 : Astérix et Obélix XXL 3 : Le Menhir de cristal : Assurancetourix et Jules César[n 13]
- 2020 : Warcraft III: Reforged : l'acolyte[n 13]
- 2020 : World of Warcraft: Battle for Azeroth : Faillelame Kelain / Brette-givre Séraphi
- 2020 : Assassin's Creed Valhalla : Banski (DLC Dawn of the Ragnarok)
- 2021 : Ratchet and Clank: Rift Apart : l'empereur Nefarious
- 2022 : Disney Dreamlight Valley :  Dingo, Olaf et Simba
- 2023 : Disney Illusion Island : Dingo
- 2023 : Les Schtroumpfs 2 : Le Prisonnier de la Pierre verte : Gargamel, Schtroumpf grognon et Stolas
- 2024 : Mortal Kombat 1 : Ghostface[14]

### Fictions audio
- 2017 : L'Épopée temporelle : Soldat allemand, Aubergiste, Imhotep, Jim Carrey
- 2018 : L'Épopée temporelle : Jules César
- 2020 : Le Menhir d'or : Assurancetourix
- 2021 : Lanfeust de Troy : Chevalier Or-Azur (Bande dessinée audio)

## Voix off

### Télévisuelle

#### Émissions
- Le Meilleur Menu de France (TF1)
- Les Touristes - Mission haute montagne (TF1)
- Les Touristes - Mission pompiers (TF1)
- Au secours mon chien fait la loi ! (M6)
- Palmashow l'émission (D8) Quand ils tentent un truc : le chat
- Drôles d'animaux (TMC)
- Friends Trip 2 (NRJ 12)
- Bêtisier (France 2)
- Sorry je me marie (NRJ 12)
- Friends Trip 3 (NRJ 12)
- Quatre mariages pour une lune de miel (TF1) (Depuis septembre 2020)
- Les Touristes : Mission agriculteurs (TF1) (09 juillet 2021)
- Les Touristes : Mission hôtesse de l’air et steward (TF1) (Aurait dû être diffusé en 2023 mais est finalement diffusé le 17 janvier 2025)

#### Documentaires
- 360° - Géo (Arte)
- Pif, l'envers du gadget (Arte)
- Les nouveaux loups de Wall Street (Canal+)
- La Story Disney : La Magie musicale (CStar)
- La folie des parodies : 25 ans de rire à la télévision (W9)
- Blockbusters 80, la folle décennie d'Hollywood (France 4)
- Amérindiens du Pacifique (France 5)
- Des zoos nouvelle génération (France 5)

#### Chaînes tv
- Télétoon + : Voix d'antenne (depuis 2011, avec Alexandre Nguyen)

### Radio
- Fun Radio : habillage d'antenne (1994-1998 puis 2002-2005)
- Forum : habillage d'antenne (1999-2001)
- Rouge FM (Groupe Rouge, CH) : habillage d'antenne (2008-2021)
- Ouï FM : habillage d'antenne de l'émission Radio Jack présentée par Arthur (2017)
- Rire & Chansons Habillage d'antenne (depuis 2021) (partagée avec Christophe Lemoine, Celine Monsarrat, puis Victoria Pinsina)

### Spectacles
- Le Dernier Panache (Puy du Fou) : Maximilien de Robespierre
- Le pirate du coffre (Montpellier), Pirate Paradise